# Dyckia alba
Espèce
Classification APG III (2009)
Dyckia alba est une espèce de plantes de la famille des Bromeliaceae, endémique du Brésil et décrite en 1982.

## Distribution
L'espèce est endémique de l'État de Rio Grande do Sul dans l'extrême Sud du Brésil.